# لغات سوريا

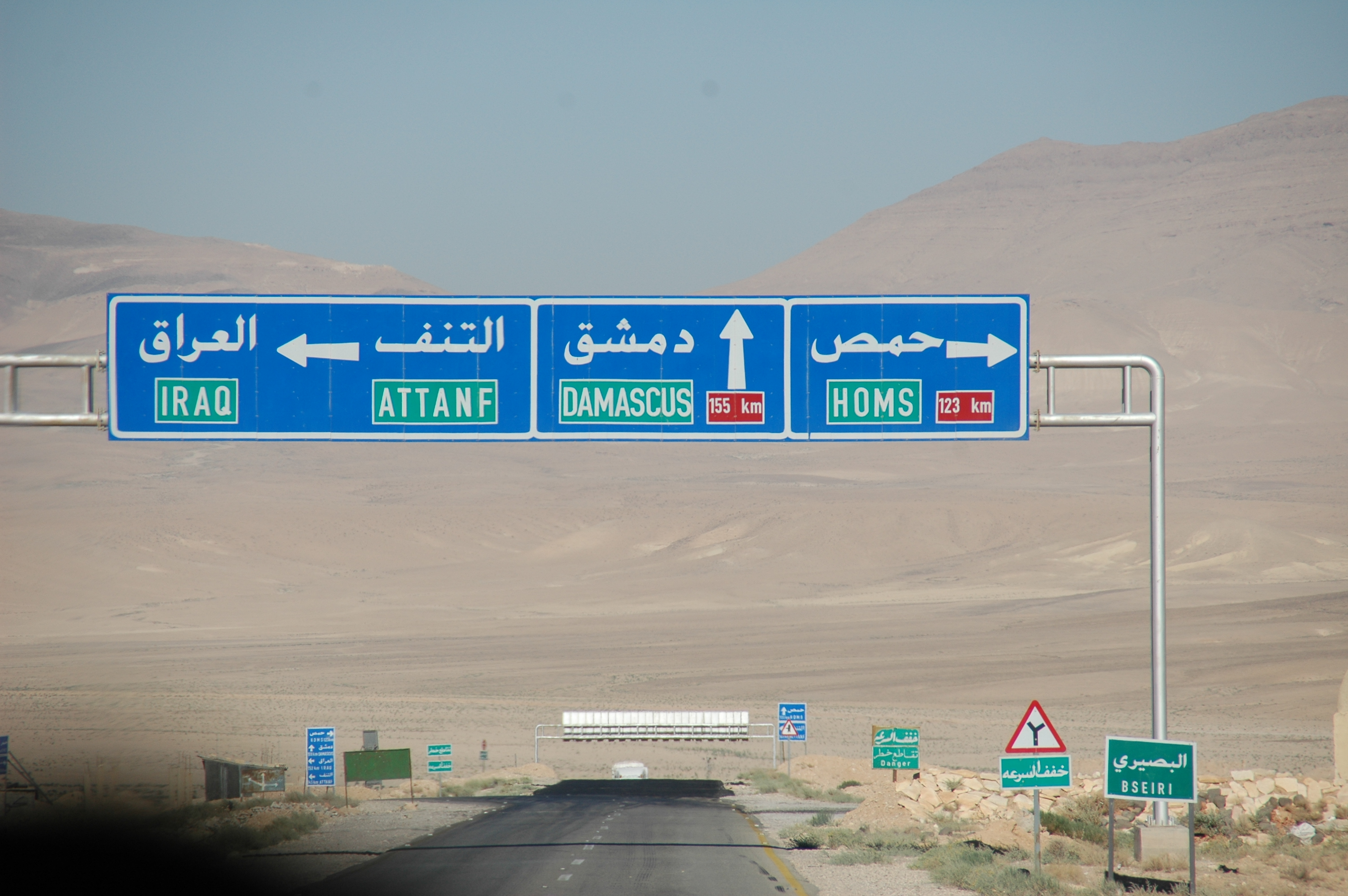
إشارة مرور في سوريا

تعد اللغة العربية اللغة الرسمية الوحيدة في سوريا، بينما تشكل بعدّة لهجات محلّية جزءًا من اللهجات الشاميّة، بالإضافة لذلك تنتشر مجموعة من اللغات المحلّية الأخرى التي تتكلم بها فئات من السوريين مثل اللغة الكردية واللغة السريانية، بينما تُعتبر اللغة العربية هي اللغة الرسمية الوحيدة في البلاد.

## اللهجات
ومن اللهجات الأخرى السائدة في سوريا الدمشقية، الساحلية،رقاوية، ديرية، الحلبية، الحورانية، الإدلبية، لهجة حموية الحمصية.

## اللغات المحلية
ومن اللغات الأخرى هي:
- الأديغية.[2] ويطلق عليها في البلاد العربية اسم اللغة الشركسية إلا أن كلمة لغة شركسية تشير إلى مجموعة أوسع من اللغات لا تقتصر على اللغة الأديغية.
- اللغة الكردية
- اللغة التركية
- اللغة السريانية
- الأرمنية
- الآرامية الآشورية الحديثة
- الأذرية الجنوبية (تسمى التركمانية أحياناً)
- الدومرية
- القبردية
- الكرمنجي، وهي لهجة كردية
- اللومابرين (en)
- الملحسو، انقرضت مع وفاة إبراهيم حنا عام 1998.
- الطورية أو الطورانية
- الآرامية الحديثة الشمالية (آرامية غربية حديثة) [2]

آمين

## اللغات الأجنبية
وبسبب وجود نسبة من المهاجرين إلى سوريا يلاحظ وجود نسبة عالية تتكلم لغات أخرى مثل:
- اللغة الأرمنية
- الشيشانية
- الشركسية
- الآرامية الكلدانية الحديثة
- التركمانية
- فارسية غربية
- اللغة الفرنسية
- الإنكليزية

وتعد اللغة الفرنسية منتشرة لاستعمار فرنسا لسوريا[بحاجة لمصدر]